# Лазаристки манастир (Солун)
Лазаристкият манастир (на гръцки: Μονή Λαζαριστών) е бивш католически манастирски комплекс в Солун, Егейска Македония, Гърция, който функционира като място за изложби и театър.
Основната сграда е построена в 1886 година за нуждите на Солунската българска католическа гимназия (семинария), второто по значимост българско мъжко училище в града, което функционира до 1914 година.

## История
В 1851 година на ордена на лазаристите е поверена Солунската мисия. Целта на лазаристката мисия е да разпространява униатството сред българите в Солунско и Кукушко. В 1861 година в околностите на Солун до парка Зейтинлъка започва да се строи Домът на сестрите викентинки, който е завършен в 1862 година В 1866 година в същата сграда отец Жан Тюрок основава първата малка семинария.
В 1886 година в новопостроена сграда е основана българска католическа семинария, която съществува до 1914 година. Семинарията привлича деца от униатски семейства от Южна Македония. Строежът на новата сграда до Дома на викентинките започва в 1883 година и завършва в 1885 година, като от 3-те крила се построяват само 2. Сградата е триетажна, масивна, с всичко необходимо за модерно учебно заведение, с пансион, обградена с градини.
След затварянето на католическата гимназия, сградата е обновявана няколко пъти. В 1916 година по време на Първата световна война сградите на комплекса са превърнати във френска военна болница №1. След войната манастирът помещава бежанци от големия пожар в Солун от 1917 година, но част от помещенията продължават да се държат от лазаристите.
След гръцката Малоазиатска катастрофа и обмена на население между Турция и Гърция, в манастира са настанени бежанци католици – предимно арменци. В 1930 година в манастира живеят около 500 души. В 1941 година сградата е иззета за нуждите на германските окупационни части. Манастирският комплекс пострадва по време на Гражданската война в Гърция, тъй като там е настанена паравоенната организация Батальони за национална защита и сградата е обект на нападения от партизани от ЕЛАС. След Гражданската война в комплекса са настанени още 2-3 католически семейства. До 20 юни 1978 година в манастира живеят около 10 семейства, а на партерния етаж се запазва католическият параклис.
В 1978 година Солунското земетресение нанася големи щети на сградите и те са пред разпадане. В 1980 година манастирът е обявен за паметник с историческо и архитектурно значение.
По случай 2300 години на град Солун манастирският комплекс е закупен от гръцката държава в 1983 година. Като част от програмата „Солун 1997“, в 1996 година започва реставрация и в 1997 г. едното крило на главната сграда на Лазаристкия манастир е възстановено, а на мястото, предназначено за второ крило, е построена театрална сграда, собственост на Държавния театър на Северна Гърция. Сградите са предоставени за театрални представления, концерти, изложби и други събития.
Втората запазена сграда от комплекса на манастира – Домът на сестрите викентинки, в началото на XXI е в руини.
- Реставрираното крило в 2015 г.
- Новопостроеното крило, театър, в 2015 г.
- Домът на сестрите викентинки (1862), преди 1912 г.
- Домът на сестрите викентинки в 2015 г.